# Női 3000 méteres gyorskorcsolya az 1994. évi téli olimpiai játékokon
Az 1994. évi téli olimpiai játékokon a gyorskorcsolya női 3000 méteres versenyszámát február 17-én rendezték Hamarban. Az aranyérmet az orosz Szvetlana Bazsanova nyerte meg. A versenyszámban nem vett részt magyar versenyző.

## Rekordok
A versenyt megelőzően a következő rekordok voltak érvényben:
| Világrekord     | Gunda Niemann (GER)     | 4:10,80 | Calgary, Kanada | 1990. december 9. |
| Olimpiai rekord | Yvonne van Gennip (NED) | 4:11,94 | Calgary, Kanada | 1988. február 23. |

A versenyen új rekord nem született.

## Végeredmény
Mindegyik versenyző egy futamot teljesített, az időeredmények határozták meg a végső sorrendet. Az időeredmények másodpercben értendők.
| Helyezés | Versenyző                        | Nemzet                 | Idő                |
| -------- | -------------------------------- | ---------------------- | ------------------ |
| Arany    | Szvetlana Bazsanova              | Oroszország (RUS)      | 4:17,43            |
| Ezüst    | Hunyady Emese                    | Ausztria (AUT)         | 4:18,14            |
| Bronz    | Claudia Pechstein                | Németország (GER)      | 4:18,34            |
| 4.       | Ljudmila Prokasova               | Kazahsztán (KAZ)       | 4:19,33            |
| 5.       | Annamarie Thomas                 | Hollandia (NED)        | 4:19,82            |
| 6.       | Hasimoto Szeiko                  | Japán (JPN)            | 4:21,07            |
| 7.       | Jamamoto Hiromi                  | Japán (JPN)            | 4:22,37            |
| 8.       | Mihaela Dascălu                  | Románia (ROU)          | 4:22,42            |
| 9.       | Carla Zijlstra                   | Hollandia (NED)        | 4:23,42            |
| 10.      | Ogaszavara Miki                  | Japán (JPN)            | 4:25,27            |
| 11.      | Tonny de Jong                    | Hollandia (NED)        | 4:25,88            |
| 12.      | Tatyjana Trapeznyikova           | Oroszország (RUS)      | 4:27,82            |
| 13.      | Antal Emese                      | Ausztria (AUT)         | 4:27,91            |
| 14.      | Ingrid Liepa                     | Kanada (CAN)           | 4:28,28            |
| 15.      | Heike Warnicke                   | Németország (GER)      | 4:28,43            |
| 16.      | Ewa Wasilewska                   | Lengyelország (POL)    | 4:28,86            |
| 17.      | Cerasela Hordobeţiu              | Románia (ROU)          | 4:29,31            |
| 18.      | Elisabetta Pizio                 | Olaszország (ITA)      | 4:32,34            |
| 19.      | Angela Zuckerman                 | Egyesült Államok (USA) | 4:33,08            |
| 20.      | Jasmin Krohn                     | Svédország (SWE)       | 4:33,34            |
| 21.      | Chris Scheels                    | Egyesült Államok (USA) | 4:34,14            |
| 22.      | Chantal Bailey                   | Egyesült Államok (USA) | 4:34,64            |
| 23.      | Pek Unbi                         | Dél-Korea (KOR)        | 4:34,86            |
| 24.      | Kenzses Szarszekenova-Orinbajeva | Kazahsztán (KAZ)       | 4:45,56            |
| 25.      | Ilonda Lūse                      | Lettország (LAT)       | 4:47,75            |
| –        | Elena Belci                      | Olaszország (ITA)      | kizárták           |
| –        | Gunda Niemann                    | Németország (GER)      | kizárták (elesett) |